# Chiesa di San Giacomo Maggiore (Scandiano)
La chiesa di San Giacomo Maggiore è un edificio di culto cattolico situato a Chiozza, frazione di Scandiano, in provincia di Reggio Emilia e diocesi di Reggio Emilia-Guastalla; fa parte del vicariato della Valle del Secchia.

## Storia
La costruzione del nucleo originario della chiesa risale alla prima metà del XVII secolo. Nel XX secolo fu restaurata la facciata e furono aggiunte due cappelle dedicate a San Vincenzo Ferreri e a Sant'Andrea apostolo.

## Descrizione
Nel corso del XVIII e del XIX secolo la chiesa ha assunto l'assetto definitivo, con restauri che hanno visto l'allungamento del presbiterio e la creazione delle suddette cappelle. La chiesa presenta un'unica navata, con due cappelle per lato. Il presbiterio è rialzato di due gradini e termina con un'abside semicircolare, ulteriormente sopraelevata. La facciata è tripartita. La parte centrale corrisponde alla navata ed è definita da due coppie di lesene di ordine dorico. Sopra il portone è collocato il nome del santo titolare.